# Presho (Dakota del Sur)
Presho es una ciudad ubicada en el condado de Lyman en el estado estadounidense de Dakota del Sur. En el Censo de 2010 tenía una población de 497 habitantes y una densidad poblacional de 285,98 personas por km².

## Geografía
Presho se encuentra ubicada en las coordenadas 43°54′26″N 100°3′30″O / 43.90722, -100.05833. Según la Oficina del Censo de los Estados Unidos, Presho tiene una superficie total de 1.74 km², de la cual 1.74 km² corresponden a tierra firme y (0%) 0 km² es agua.

## Demografía
Según el censo de 2010, había 497 personas residiendo en Presho. La densidad de población era de 285,98 hab./km². De los 497 habitantes, Presho estaba compuesto por el 95.77% blancos, el 0% eran afroamericanos, el 2.41% eran amerindios, el 0% eran asiáticos, el 0% eran isleños del Pacífico, el 0.2% eran de otras razas y el 1.61% pertenecían a dos o más razas. Del total de la población el 0.2% eran hispanos o latinos de cualquier raza.